# ФК Фрозиноне
Фрозиноне је професионални фудбалски клуб у Фрозинонеу, Лацио. Клуб се такмичи у другом рангу италијанског фудбала Серији Б.
После дугог играња у Серији Ц клуб се сезоне 2005/06 године први пут пласирао Серију Б. У сезони 2014/15 Фрозиноне је победом над Кротонеом (3:1) обезбедио друго место и први историјски пласман у Серију А. Ипак, дебитантску сезону 2015/16 клуб је окончао на 19. месту и тиме је поново постао члан Серије Б.
16. јуна 2018. године клуб је обезбедио повратак у Серију А, победом на Палермом, у финалу плеј-офа, укупним резултатом 3:2 (1:2, 2:0). Фрозиноне је након једне сезоне поново испао у Серију Б.
На почетку сезоне 2019/20. за тренера је именован Алесандро Неста, који је предводио клуб до 8. места и пласмана у плеј-оф, где је Фрозиноне догурао до финала, али је промоцију изборила Специја. Иако је укупан резултат био 1:1, Специја је промовисана јер је била боље пласирана у лигашком делу сезоне (Специја је била трећа, а Фрозиноне осми).

## Успеси
- Серија Б
  - Првак (1): 2022/23.
  - Вицепрвак (1): 2014/15.